# Paul Girkon
Ferdinand Otto Moritz Paul Girkon (* 10. März 1889 in Groß Friedrichsdorf, Ostpreußen; † 4. Mai 1967 in Münster) war ein deutscher evangelischer Pfarrer und Experte für christliche Kunst.

## Leben
Girkon, ein Sohn des Pfarrers Martin Girkon, studierte an den Universitäten in Bonn und Berlin und legte 1911 sein erstes Examen vor dem Konsistorium in Koblenz ab. Anschließend war er Vikar in Mülheim an der Ruhr und Hilfsprediger in Oberhausen. Nach dem zweiten Examen 1913 leistete er bis 1916 Militärdienst und wurde 1914 in Erlangen bei Paul Hugo Wilhelm Hensel zum Dr. phil. promoviert. Von 1916 bis 1948 war er Pfarrer an der Wiesenkirche in Soest. Von 1924 bis 1940 war er (zugleich) Leiter der Beratungsstelle für kirchliche Kunst in Essen und von 1946 bis 1948 (zugleich) Leiter des Amtes für Kirchbau und kirchliche Kunst der Evangelischen Kirche von Westfalen. Von 1947 bis 1965 war er Lehrbeauftragter für kirchliche Kunst an der Universität Münster.
Girkon war ab 1916 mit Mathilde Voelter verheiratet.
Johann Hinrich Claussen schrieb 2019: „Schaut man heute auf Paul Girkon und 'seine' Kirchen, gerät man ins Staunen: Hier war endlich ein Pfarrer, der sich auf der Höhe des zeitgenössischen Diskurses bewegte und an avantgardistischen Bauvorhaben mitwirkte. Fast ist man empört, dass er nicht zu größerer Wirksamkeit gelangte und heute fast vergessen ist.“

## Publikationen (Auswahl)
- Beiträge zur Metaphysik der Moral. Hattingen 1910, OCLC 19376396.
- Des ewgen Vaters einig Kind. Ein weihnachtlich Singspiel nach alten Spielen, Liedern und Chorälen. Jena 1922, OCLC 935145128.
- Die Glasmalerei als kultische Kunst. Berlin 1927, OCLC 250171209.
- Die Stahlkirche. Evangelischer Kultbau auf der Pressa Köln 1928. Düsseldorf 1928, OCLC 5031631.